# Comisión Verdad Histórica y Nuevo Trato con los Pueblos Indígenas
La Comisión Verdad Histórica y Nuevo Trato con los Pueblos Indígenas fue un organismo existente en Chile, entre 2001 y 2003, que tuvo por objeto asesorar al presidente de la República en el conocimiento de la visión de los pueblos indígenas del país sobre los hechos históricos de Chile y efectuar recomendaciones para una nueva política de Estado, a fin de avanzar hacia un nuevo trato de la sociedad chilena y su reencuentro con los pueblos originarios. Fue creada por el presidente Ricardo Lagos, mediante el Decreto Supremo n.º 19 del Ministerio del Interior, de 18 de enero de 2001, publicado en el Diario Oficial el 17 de febrero del mismo año.
Se le encomendó a la comisión la elaboración de un informe que explicara la historia de la relación que ha existido entre los pueblos indígenas y el Estado de Chile, y sugiriera propuestas y recomendaciones para una nueva política estatal que permita avanzar hacia un nuevo trato entre el Estado, los pueblos indígenas y la sociedad chilena toda. Se estableció que dichas recomendaciones de nuevo trato debían estar referidas a mecanismos institucionales, jurídicos y políticos para una plena participación, reconocimiento y goce de los derechos de los pueblos indígenas en un sistema democrático, sobre las bases de un consenso social y de reconstrucción de la confianza histórica
La comisión fue presidida por el expresidente de la República Patricio Aylwin Azócar y concluyó sus labores en 2003.

## Historia
La creación de esta comisión se anunció en la «Carta a los Pueblos Indígenas de Chile», de 31 de mayo de 2000, redactada por el presidente Ricardo Lagos.
Para el cumplimiento de su cometido, se le asignó a la comisión, en especial, las siguientes tareas:
- Constituir subcomisiones de trabajo por cada uno de los pueblos, a fin de permitir la participación de los indígenas, sus comunidades y organizaciones.
- Constituir una subcomisión que se abocara al tema histórico, y que se integraría por expertos provenientes de diversos sectores y tendencias, así como por intelectuales indígenas.
- Sugerir y efectuar recomendaciones en relación con mecanismos institucionales, jurídicos y políticos para una plena participación, reconocimiento y goce de los derechos de los pueblos indígenas en un sistema democrático, sobre las bases de un consenso social y de reconstrucción de confianza histórica.

## Integrantes
La comisión estuvo integrada por:
- Patricio Aylwin Azócar (1918-2016) (expresidente de la República)
- Antonio Alcafuz Canquil (lonko mayor del Consejo General de Caciques de Osorno)
- José Bengoa Cabello (rector de la Universidad Academia de Humanismo Cristiano, historiador y antropólogo)
- Sandra Berna Martínez (alcaldesa de San Pedro de Atacama y representante de los pueblos Atacameños en el Consejo de la Conadi)
- Juan Claro González (presidente de Metrogas, empresario)
- Sergio Contreras Navia (1926-2019) (obispo de la Iglesia Católica)
- Enrique Correa Ríos (exministro Secretario General de Gobierno y politólogo)
- Armando de Ramón Folch (1927-2004) (historiador, Premio Nacional de Historia)
- Alberto Hotus Chávez (presidente del Consejo de Ancianos de Rapa Nui, exalcalde de Isla de Pascua y consejero de la Conadi)
- Francisco Huenchumilla Jaramillo (abogado, diputado demócratacristiano)
- Aucán Huilcamán Paillama (werkén del Consejo de Todas las Tierras)
- Carlos Inquiltupa Tito (ingeniero comercial y representante del pueblo Aimara en el Consejero de la Conadi)
- Felipe Larraín Bascuñán (economista, profesor del Instituto de Economía de la Pontificia Universidad Católica de Chile y académico de la Universidad de Harvard)
- José Llancapán Calfucura (representante de la Organizaciones Indígenas Urbanas ante el Consejo de la Conadi)
- Adolfo Millabur Ñancuil
- José Santos Millao Palacios (consejero de la Conadi, representante de la entidad mapuche Admapu)
- Sonia Montecino Aguirre (antropóloga y escritora especializada en temas étnicos y de género)
- Samuel Palma Manríquez (representante de las Iglesias Evangélicas)
- Carlos Peña González (decano de la Facultad de Derecho de la Universidad Diego Portales)
- Ivonne Quispe Osorio (presidenta del Consejo Nacional Aymara y miembro del Consejo de la Conadi)
- Galvarino Raiman Huilcamán
- Ricardo Rivadeneira Monreal (1927-2011) (abogado y dirigente político de Renovación Nacional)
- Víctor Salvador Canuillan Coliñir
- José Quidel Lincoleo
- Rosamel Enrique Millaman Reinao
- Juan Carlos Mamani (presidente del Consejo Nacional Aymara; en reemplazo de Ivonne Quispe)

Los miembros de la comisión desempeñaron sus funciones ad honorem. Además la comisión tuvo una secretaría ejecutiva, cuyo objeto era facilitar su funcionamiento y el cumplimiento de su cometido, dependiente administrativamente del Ministerio de Planificación y Cooperación, y técnicamente de la propia comisión. La presidencia de la República y el Ministerio de Planificación y Cooperación prestaron el apoyo técnico y administrativo que fue necesario para el funcionamiento de la comisión.
La comisión tuvo dos secretarios ejecutivos: Ramiro Pizarro Ruedy, economista y ex Serplac de la Región de Los Lagos (enero de 2001 a enero de 2002) y Gerardo Zúñiga Navarro, antropólogo (enero de 2002 a octubre de 2003).

## Trabajo de la comisión
Para cumplir con su cometido, la comisión resolvió recabar y someter a examen antecedentes relativos a los siguientes aspectos y tópicos: 
- Relación histórica entre el Estado de Chile y los pueblos indígenas, que comprendiera tanto a los pueblos que hoy habitan el territorio, aquellos desaparecidos, como a los indígenas que han migrado y hoy viven en las ciudades.
- Tierras, terrenos y territorios mapuches: investigación histórica de lo ocurrido con las tierras indígenas del sur de Chile y recomendaciones para una nueva política en torno a la materia.
- Historia y situación de los pueblos indígenas del norte de Chile, Aimara, Atacameño, Quechua y Colla) y las medidas que debe asumir el Estado para mejorar sus condiciones de vida y el respeto y valoración de su identidad cultural.
- Historia, situación actual y perspectivas para el desarrollo del pueblo Rapa Nui.
- Situación socioeconómica de los pueblos indígenas de Chile, incluyendo medidas para promover su desarrollo integral y el mejoramiento de su calidad de vida con pleno respeto de su identidad cultural.
- Sugerencias para una nueva política de Estado que permita avanzar hacia un nuevo arreglo institucional entre los pueblos indígenas y el Estado

La comisión desarrolló su labor entre 2001 y 2003.

## Informe
El Informe de la Comisión Verdad Histórica y Nuevo Trato fue entregado al presidente Ricardo Lagos el 28 de octubre de 2003, y está compuesto por cuatro volúmenes:
- Volumen 1: Titulado "Informe de la Comisión Verdad Histórica y Nuevo Trato".
- Volumen 2: Titulado "Anexo: Resultados del Estudio relativo a la propiedad actual de las tierras comprendidas en 413 Títulos de Merced de las Provincias de Malleco y Cautín".
- Volumen 3: Titulado "Anexo: Informes Finales de los Grupos de Trabajo".
- Volumen 4: Titulado "Anexo: Actas de las sesiones de la Comisión".

El Informe fue editado en un libro de 683 páginas de extensión, junto a un CD que incluye los cuatro volúmenes (informe propiamente tal y los tres volúmenes de anexos), por el Comisionado Presidencial para Asuntos Indígenas en octubre de 2008, siendo presentado públicamente por la presidenta Michelle Bachelet en noviembre de ese mismo año.
El libro conteniendo el Informe fue distribuido en las bibliotecas públicas de la red Dibam y, también, está disponible digitalmente en Memoria Chilena.